# Otto Antonini
Otto Antonini (Zagreb, 1892. – Zagreb, 1959.), hrvatski likovni umjetnik, pionir grafičkog dizajna, oblikovaoc maraka, slikar portretist i ilustrator. 

## Životopis
Otto Antonini potječe iz umjetničke obitelji, njegov otac je bio fresko slikar, doselio se u Zagreb iz Italije zbog angažmana u Zagrebu. I on se školovao za fresko-slikara kao stipendist Društva umjetnosti, boravio je godinu dana u Sieni gdje je pohađao Accademia di Belle Arti.
Antonini se poslije školovanja posvetio tada vrlo novim tiskanim medijima - ilustriranim časopisima, radivši crteže za litografije u boji. 
U razdoblju od 1915. do 1917., pokrenuo je i uređivao humoristično-satirični časopis Šišmiš, te pod pseudonimom Strihnini objavljivao otrovne ilustracije i karikature. Najplodnije godine njegova stvaralaštva su 1926. – 1932., kada djeluje kao likovni urednik i glavni crtač ilustriranog tjednika Svijet (čiji je prvi broj izašao 6. veljače 1926.). Autor je brojnih rješenja za poštanske marke, koje intenzivno radi u periodu 1918. – 1952.

## Vanjske poveznice
- Prikaz izložbe Otto Antonini - Zagreb i “Svijet”/ “Svijet” i Zagreb dvadesetih…